# 熊谷直清 (新庄熊谷氏)
熊谷 直清（くまがい なおきよ）は、鎌倉時代末期から南北朝時代の御家人・武将。安芸国新庄系熊谷氏の当主。

## 生涯
熊谷直勝の嫡男。器量においては弟の直氏に分があり、父の直勝は惣領の座を直氏に継がせたかったとされる。
しかし、直清も武勇に優れた武将であり、後醍醐天皇：元徳3年、元弘元年/光厳天皇：元徳3年（1331年）から始まる元弘の乱で活躍した。後醍醐天皇：元弘3年/光厳天皇：正慶2年（1333年）、後醍醐天皇が隠岐から伯耆国船上山に帰還し、全国の諸侯に参陣を呼びかけた。大塔宮護良親王の令旨が千種忠顕より本庄系の熊谷直経に届けられた。しかし直経は直前の千早城の戦いにおいて重傷を負っていたため、代理として新庄系熊谷氏当主の直清を出陣させた。
直清は叔父の直宗や、弟の直重とともに、5月、丹波国熊野郡へ侵攻。二階堂因幡入道を攻め、浦富保地頭の城郭を攻め落とし、丹羽郡内の松田平内左衛門入道らを撃破して、鎌倉幕府側の11ヶ所の拠点を落とした。
この時、直清の叔父・直能は鎌倉の戦いの新田軍の陣中におり、田島経政に所属して戦ったが、5月20日に討死した。
同年6月、後醍醐天皇の建武政権は直清の功を熊谷氏の一番とし、本庄系直経の所領を半減させ、直清に与えた。直清は惣領であった本庄系の代理であったが、直経の反論は容れられなかった。
これによって、新庄系熊谷氏の勢力は拡大したが、結果的に新庄系熊谷氏の増長を招き、また、本庄系熊谷氏からの恨みを買うことになった。直清の後、曾孫の直房の代に新庄系熊谷氏は本庄系熊谷氏の討伐を受けて敗北。その家臣団に組み込まれることとなった。